# نيك ماثيو
نيكولاس ماثيو (بالإنجليزية: Nick Matthew) (مواليد 25 يوليو 1980 في شيفيلد) هو لاعب اسكواش محترف من إنجلترا، فاز في بطولتين مرموقتين ثلاث مرات لكل منهما هما بطولة بريطانيا المفتوحة وبطولة العالم للاسكواش.
في يونيو 2010 وصل إلى المرتبة العالمية الأولى. ويعد ناديه الرئيسي هو نادي هالامشير للتنس والاسكواش في شيفيلد الذي أطلق عليه اسم «نيك ماثيو شوكورت».
نيكولاس ماثيو متزوج من عالمة فسيولوجية رياضية ازمي تايلور سبق أن عملت مع British Bike، في عام 2013 احتفل الزوجان بميلاد طفلهما الأول شارلوت روز في 9 سبتمبر 2014.

## روابط خارجية
- نيك ماثيو على موقع الاتحاد الدولي لمحترفي الاسكواش (مؤرشف) (الإنجليزية)
- نيك ماثيو على موقع SquashInfo.com (الإنجليزية)
- نيك ماثيو على موقع اتحاد ألعاب الكومنولث (مؤرشف) (الإنجليزية)
- نيك ماثيو على موقع دورة ألعاب الكومنولث 2006 (مؤرشف) (الإنجليزية)
- نيك ماثيو على موقع الجمعية الدولية للألعاب العالمية (الإنجليزية)